# Netrion
Netrion – element anatomiczny szkieletu zewnętrznego przedtułowia niektórych owadów z rzędu błonkówek i infrarzędu owadziarek.
Netrion stanowi pólko umieszczone w tylno-bocznej części przedplecza, wygrodzone od przodu bruzdą (ang. netrion sulcus). Po wewnętrznej stronie egzoszkieletu, wzdłuż przedniej krawędzi netrionu rozciąga się listewka zwana apodemą netrionu (ang. netrion apodeme). Występujący po zewnętrznej stronie egzoszkieletu netrion wyznacza obecne po wewnętrznej jego stronie miejsce przyczepu pierwszego z mięśni zginających przednie skrzydło. Struktura ta obecna jest u licznych przedstawicieli nadrodziny Platygastroidea oraz u Vanhorniidae z nadrodziny Proctotrupoidea. U innych błonkówek wspomniany mięsień nie wychodzi z przedtułowia, lecz bierze swój początek w całości na mezopleurze.